# Luka Kaliterna
Luka Kaliterna (* 13. Oktober 1893 in Split; † 25. Februar 1984 ebenda) war ein kroatischer Fußballtrainer und -spieler auf der Position eines Torwarts, der in beiden Eigenschaften über viele Jahre hinweg für seinen Heimatverein Hajduk Split tätig war.

## Laufbahn
Nachdem sein älterer Bruder Fabjan 1911 zu den vier Gründungsmitgliedern des HNK Hajduk gezählt hatte, wirkte auch dessen damals 18-jähriger Bruder Luka bei Hajduk mit und bestritt bis 1923 in der Eigenschaft als Torhüter insgesamt 160 Spiele für den Verein.
Doch seine große und unvergessene Zeit folgte unmittelbar im Anschluss an seine aktive Laufbahn, als er den Trainerposten bei Hajduk übernahm, den er – bis auf wenige Unterbrechungen – von 1923 bis 1937 innehatte. In diesem Zeitraum gewann Kaliterna in den Jahren 1927 und 1929 die ersten beiden Meistertitel in der Geschichte von Hajduk Split. Später übernahm er die Mannschaft noch einmal von 1948 bis 1951 und führte Hajduk 1950 noch einmal zum Gewinn der jugoslawischen Fußballmeisterschaft.

## Erfolge (als Trainer)
- Jugoslawischer Meister 1927, 1929, 1950